# Peștera Unguru Mare

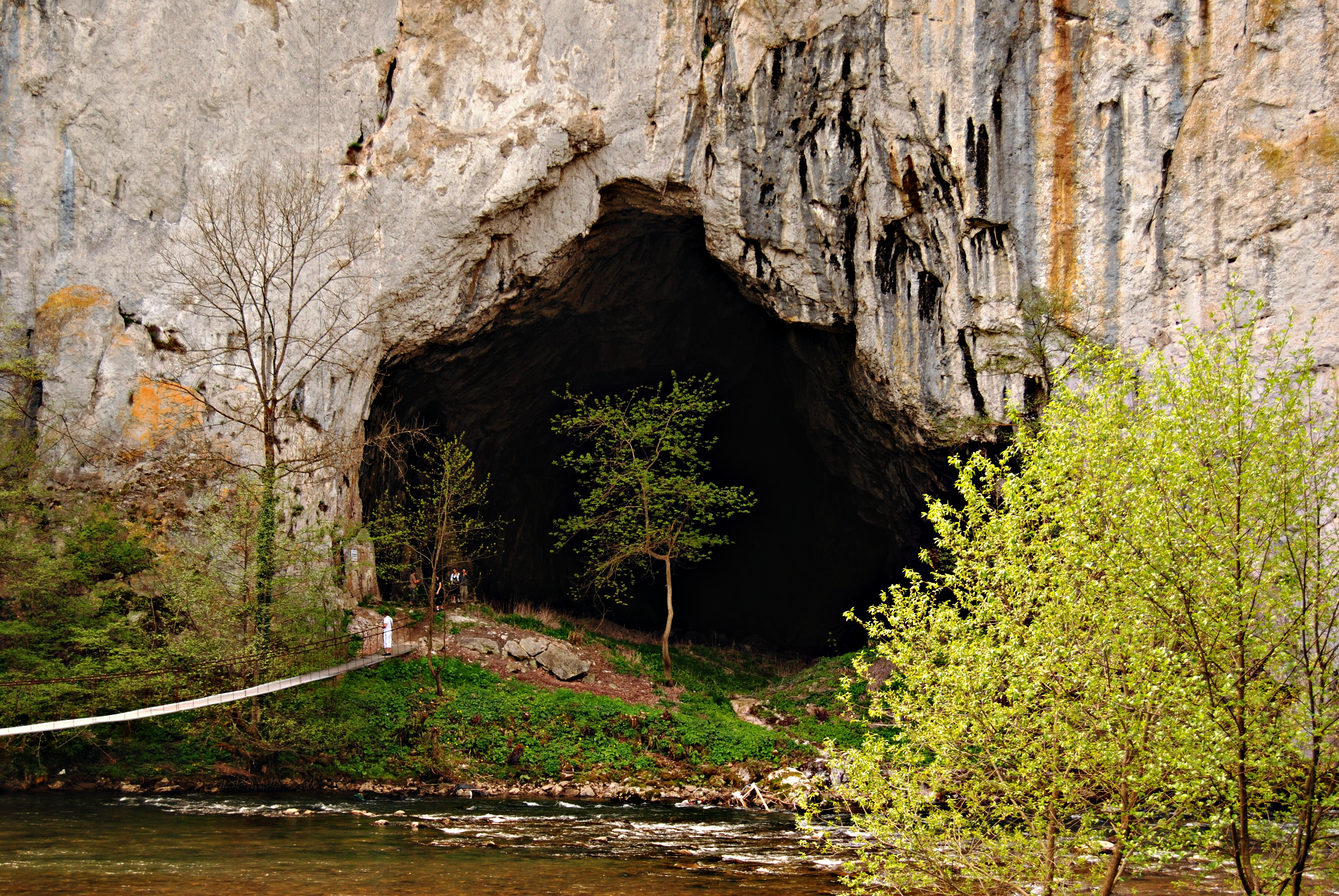
Peștera Unguru Mare (Foto: Andrea Turei, 2011)

Peștera Ungurul Mare reprezintă un punct de interes din Defileul Crișului Repede.

## Localizare și acces
Portalul peșterii se deschide în versantul stîng al rîului Crișul Repede, în curbura formată între localităție Bălnaca (amonte) și Șuncuiuș (aval). Înainte de tunelul feroviar dintre cele două localități se ramifică un drum nemodernizat, ce urmărește Crișul Repede spre amonte, pînă la peșteră.

## Descriere

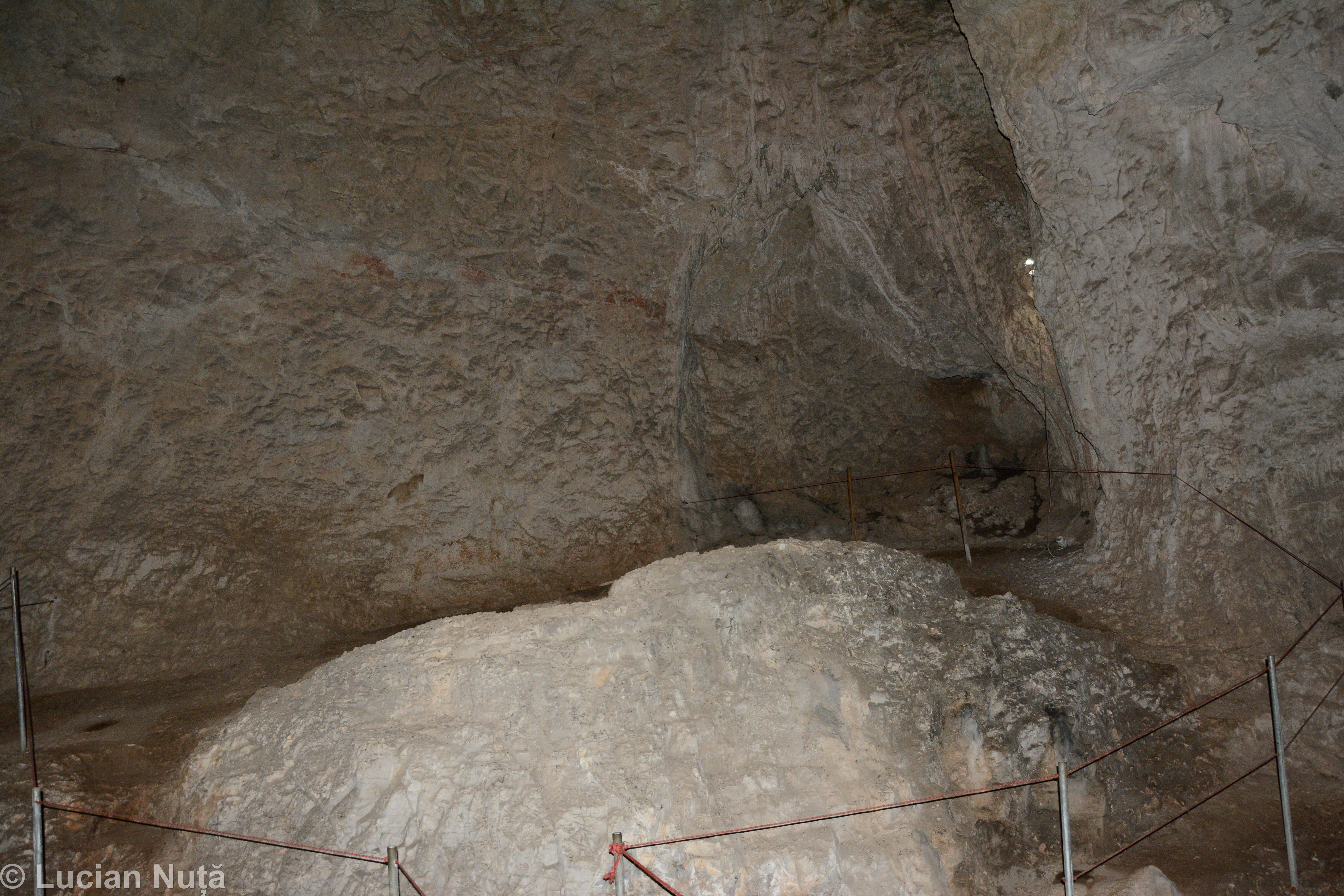
Imagine din porțiunea amenajată a peșterii

Portalul mare (aprox. 20 m înălțime) și galeria spațioasă cu care se continuă constituie o atracție turistică, iar pentru oamenii preistorici însemna un adăpost spațios cu lumină naturală. Excavările arheologice au relevat o bogată activitate antropică începînd din neolitic. Pe poteca ce străbate sala de la intrare s-au amenajat vitrine cu exponate relevante.
Galeria de la intrare continuă, aprox. 150 m, pe tot parcursul ei cu secțiuni între 33...15 m lățime și 25...15 m înălțime, apoi cotește la stînga unde se găsește resurgența pîrîului ce o străbate. Continuarea este lipsită de ramificații importante, terminusul  aflîndu-se la aprox. 300 m și la +40 m diferență de nivel față de intrare. 
O importantă colonie de lilieci își are adăpostul în această peșteră. 